# Tybyra do Maranhão
Tybyra do Maranhão, dont le nom de baptême serait Dimas, est un Tupinamba tué vers l'an 1613 sur ordre de la mission Saint-Louis pour son expression de genre féminine. Sa mort n'est connue qu'à travers le témoignage d'un missionnaire. Au XXIe siècle, la mémoire de Tybyra est reprise par des activistes LGBT+ et indigènes du Brésil.

## Biographie
Les seuls traces historiques connues de l'existence de Tybyra sont des passages du récit de voyage d'Yves d'Évreux, Voyage au nord du Brésil. Yves d'Évreux, membre des Frères mineurs capucins, fait alors partie de l'expédition Saint-Louis, une mission d'exploration d'environ 500 hommes qui fonde la colonie de France équinoxiale. Yves d'Évreux consigne les faits marquants dans son livre.

Le  passage principal au sujet de Tybyra est intitulé D'vn indien condamné à la mort, lequel demanda le baptesme, auant que de mourir (5 pages). Il décrit sa capture, son baptême et son exécution par boulet de canon (en). Il ne dit pas comment la victime s'appelle: le nom de Tibira do Maranhão a été donné par Luiz Mott plusieurs siècles après (voir la section dédiée). Toutefois, juste avant l'exécution, le captif est baptisé et voué au bon Larron. Franz Obermeier, dans son édition critique du texte d'Yves d'Évreux, résume le passage ainsi : 

« [Les Français] condamnèrent un homosexuel à mort avec l’accord des Capucins. Le jugement fut exécuté, les Français le firent tuer par un Indien, son corps attaché à la bouche d’un canon auquel un Indien mit le feu. »

Obermeier repère un autre passage sur Tybyra, dans un paragraphe du chapitre XXV sur les Moïaron, c'est-à-dire, selon les explications d'Yves d'Évreux, les gens agaçants qui parlent trop :
« Il y a à luniparan dans l'Isle, vn Hermaphrodite, qui en l’exterieur paroist plus femme qu’hōme: car il porte le visage & la voix de femme, les cheueux non rudes, ains flexibles & longs, comme ceux des fēmes, nonobstant il est marié, & a des enfās, mais il est d'vn naturel si facheux qu'il est cōtraint de demeurer seul, pour ce que les autres Sauuages du village, ont crainte de debattre de paroles auec luy. »
« Sur l'île, il y a un hermaphrodite qui, vu son apparence, a plutôt l'air d'une femme que d'un homme. En effet, il a un visage et une voix de femme, et des cheveux fins, assez flexibles et longs, comme ceux des femmes. Ça n'empêche qu'il est marié et a des enfants. Par contre, il a tellement sale caractère qu'il est forcé de vivre seul, parce que les autres sauvages du village ont peur de se disputer avec lui. »
Enfin, selon Obermeier, Tybyra est aussi mentionné dans un développement sur le tabac (petun en tupi-guarani) :
« Un Sauuage supplicié à la bouche du Canon, (duquel ie parleray au Traicté du Spirituel) auparauant que de s'acheminer au supplice, il demanda un cofin de Petun, disāt, que l'on me donne la derniere consolation de cette vie, par laquelle ie puisse fortement & ioyeusement rendre l'Ame: & de faict si tost qu'on luy eu donné ce Petun, il s'en alloit ioyeux, & chantant à la mort; & quand ses semblables l'attacherent à la bouche du Canon, il les pria de ne luy lier le bras droict si bas & si court qu'il n'eust moyen de porter en sa bouche son cofin de Petun, tellement que la balle du Canon ayant diuisé le corps en deux, vne partie porté dans la mer, & l'autre tombé au bas du rocher, à laquelle le bras droict estoit ioint, on trouua encore dans la main droicte le cofin de Petun. »
« Un sauvage condamné à mourir par tir de canon (dont je vais reparler dans mon Traité du Spirituel), avant d'être amené au lieu de l'exécution, a demandé une dose de petun. « Que l'on me donne ma dernière consolation de cette vie », disait-il, « pour que grâce à elle je puisse rendre l'âme fortement et joyeusement. » Et effectivement, aussitôt qu'on lui a donné du petun, il est parti à sa mort joyeux et en chantant. Quand ses semblables l'ont attaché au bout du canon, il leur a demandé de ne pas lui bloquer le bras droit, pour qu'il puisse se mettre le petun dans la bouche. Puis le boulet de canon lui a coupé le corps en deux. Une partie est tombée dans la mer, et l'autre, celle avec le bras droit, est tombée en bas du rocher. En fin de compte, on a retrouvé dans sa main droite la dose de petun. »

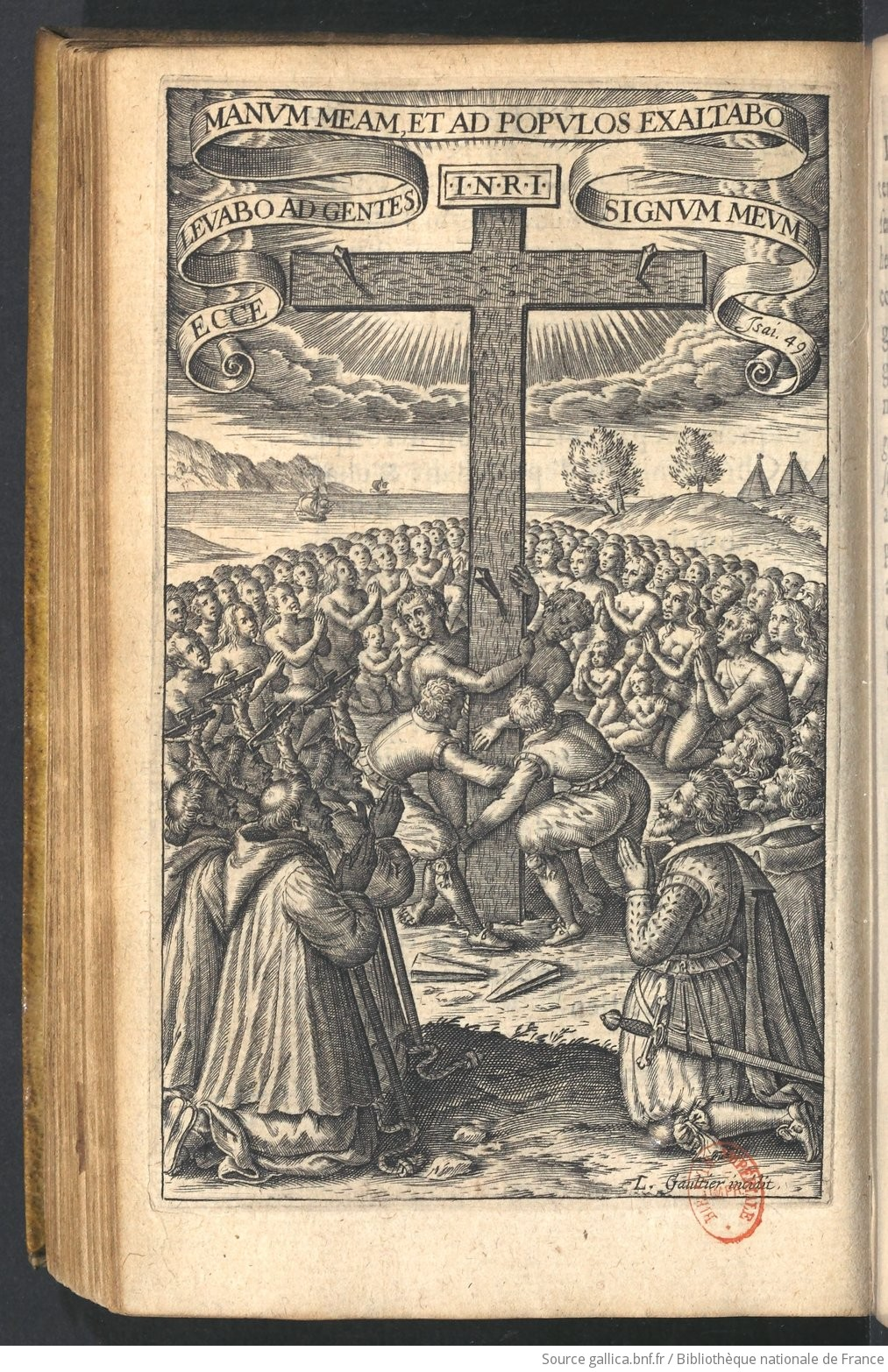
Une gravure dans un ouvrage de Claude d'Abbeville qui représente l'évangélisation des Tupinambas.

Dans l'ensemble, selon Obermeier, les passages sur l'exécution de Tybyra doivent être lus de manière critique, car Yves d'Évreux présente son témoignage en utilisant une rhétorique moralisatrice. Obermeier décrit Yves d'Évreux comme de « mauvaise foi quand il fait par exemple un sujet édifiant du supplice infligé à un Indien homosexuel baptisé avant de mourir. »

## Commémoration
Dans les années 1990, Luiz Mott (en), anthropologue et fondateur du Grupo Gay da Bahia, excave l'épisode de cette exécution et décide de nommer la victime Tibira do Maranhão. Ce nom correspond d'une part à la région du Maranhão et d'autre part à un mot tupi-guarani (aux multiples variations : tibira, tibiro, tivira, etc.) qui, selon le livre Devassos no paraíso, « était dans certaines tribus un surnom générique pour les hommes qui se travestissaient ou avaient simplement des relations sexuelles avec d'autres hommes ». Selon Mott, bien que le texte d'Yves d'Évreux ne le dise pas de manière explicite, l'exécution a été décidée pour punir un péché de sodomie,. De plus, pour le Grupo Gay de Bahia, comme le baptême a été voué au bon Larron, Tybyra aurait reçu le nom de Dimas.

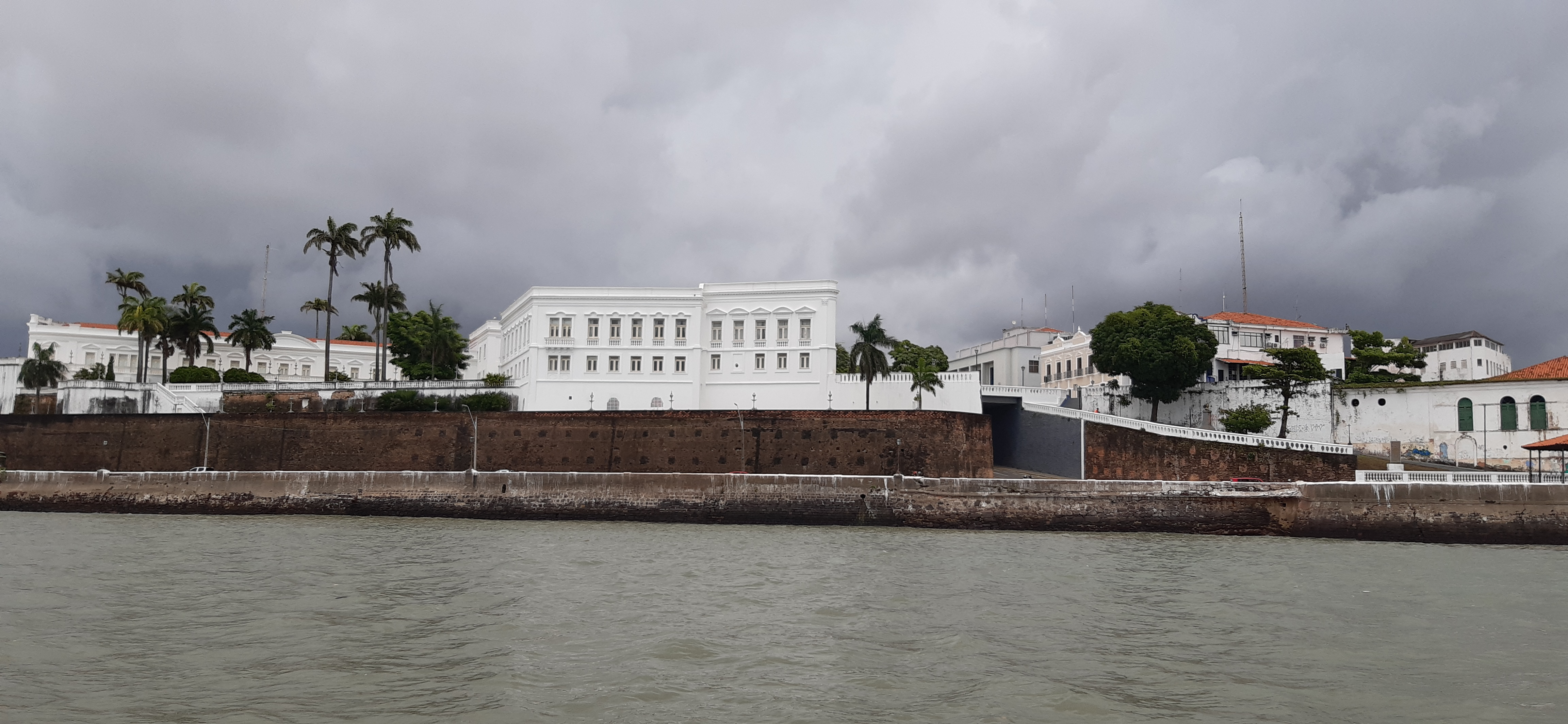
Le monument à Tybyra (le rectangle à droite en bas de la rampe) par rapport au en 2024. Le Palácio est construit à l'emplacement de l'ancien fort Saint-Louis, où Tybyra fut exécuté.

Dans l'analyse de Mott, l'exécution de Tybyra était illégale du point de vue du droit canonique, car seul le Tribunal du Saint-Office avait le droit de condamner des sodomites au bûcher. Contactée, la Conférence nationale des évêques du Brésil déclare ne pas avoir reçu la lettre de Mott lui demandant d'intercéder auprès du Vatican, et elle explique que des miracles sont généralement nécessaires pour une procédure de canonisation. Cependant, l'archevêque de l'Église celtique du Brésil, l'historien Sérgio Muricy (en religion Bernardo da Ressurreição), soutient la demande de canonisation et reconnaît Tibira do Maranhão comme martyr. En 2016, le gouvernement du Maranhão érige un monument sur la place Marcílio Ramos à São Luís, où est écrit : « Premier cas d'homophobie du Brésil ». Mott commande aussi une icône à Miguel Galindo. Cet activisme a été critiqué par le journaliste José Gabriel Navarro, selon lequel « c'est comme si leur bonheur et leur besoin d'être accepté ne pouvait être satisfait que si leurs anciens oppresseurs acceptaient de leur donner leur bénédiction, ce qui n'arrivera jamais. ».
Ashkan Sepahvand du Schwules Museum commande une œuvre sur Tybyra à Lucas Odahara pour l'exposition Odarodle de 2017, et Odahara crée l'installation Their Sounds Echoing Between You and Me, composée d'azulejos. En 2020, l'artiste João Nyn crée sa pièce de théâtre Tybyra, un monologue. En 2024, le musée d'art de l'Universidade da Amazônia (en) à Belém accueille l'exposition Degenerado Tibira: O desbatismo. Elle est organisée par Eduardo Bruno et Waldiro Castro, et Leona Vingativa y performe.
En 2019, Danilo Tupinikim et Katú Mirim fondent le collectif Tybyra pour militer en tant que minorités sexuelles et de genre indigènes du Brésil,. Le Dia dos Povos Indígenas (pt) 2023, les députées Erika Hilton et Célia Xakriabá déposent un projet de loi pour faire rentrer Tybyra au Panteão da Pátria e da Liberdade Tancredo Neves (pt).